# Stock (województwo podlaskie)
Stock (d.  Krasnystok) – wieś w Polsce położona w województwie podlaskim, w powiecie sokólskim, w gminie Dąbrowa Białostocka.
Wieś duchowna położona była w końcu XVIII wieku w powiecie grodzieńskim województwa trockiego. W latach 1975–1998 miejscowość administracyjnie należała do województwa białostockiego. Po reformie administracyjnej w roku 1999 należy do województwa podlaskiego.
Wierni kościoła rzymskokatolickiego należą do parafii Ofiarowania Najświętszej Maryi Panny w Różanymstoku.